# Leda (księżyc)
Leda (Jowisz XIII) – mały księżyc Jowisza. Został odkryty 14 września 1974 roku przez Charlesa Kowala z Obserwatorium Palomar na zdjęciach zrobionych od 11 do 13 września za pomocą 122-cm teleskopu Schmidta.

## Nazwa
Nazwa księżyca pochodzi z mitologii greckiej. Leda była królową Sparty i kochanką boga Zeusa (Jowisza), matką bliźniąt Kastora i Polideukesa (Polluksa), oraz Klitajmestry i Heleny.

## Charakterystyka fizyczna
Leda jest jednym z mniejszych księżyców Jowisza, jej średnicę ocenia się na około 20 km. Jej średnia gęstość to ok. 2,6 g/cm3. Składa się ona głównie z krzemianów. Powierzchnia księżyca jest bardzo ciemna – jego albedo wynosi zaledwie 0,04. Z Ziemi można go zaobserwować jako obiekt o jasności wizualnej co najwyżej 20,2 magnitudo.
Jest to najbardziej wewnętrzny satelita z grupy Himalii.